# Dżardżisa
Dżardżisa (arab. جرجيسا) – miejscowość w Syrii, w muhafazie Hama. W 2004 roku liczyła 4352 mieszkańców.